# Heterolaophonte curvata
Heterolaophonte curvata är en kräftdjursart som först beskrevs av Douwe 1929.  Heterolaophonte curvata ingår i släktet Heterolaophonte och familjen Laophontidae. Inga underarter finns listade i Catalogue of Life.